# Alessandro Buongiorno
Alessandro Buongiorno (* 6. Juni 1999 in Turin) ist ein italienischer Fußballspieler. Der Abwehrspieler steht bei der SSC Neapel unter Vertrag.

## Karriere

### In den Vereinsmannschaften
Buongiorno entstammt der Jugend des FC Turin und durchlief diese von 2007 bis 2018. 2017 gehörte er erstmals zum Kader der Granata ohne jedoch zum Einsatz zu kommen. Sein Debüt in der Serie A gab er im April 2018 in der Partie gegen den FC Crotone. Im Sommer 2018 wurde Buongiorno für ein Jahr an den FC Carpi in die Serie B verliehen und kam in der Spielzeit 2018/19 auf 18 Einsätze. Nach seiner Rückkehr kam er in der Hinrunde der Saison 2019/20 zu keinem Einsatz für Turin und wurde erneut in die Serie B verliehen. In der Rückrunde kam er für Trapani Calcio zu 13 Einsätzen.
Seit dem Sommer 2020 kam Buongiorno für Turin vermehrt zum Einsatz und zur Saison 2022/23 war er Stammspieler und Kapitän der Mannschaft.
Am 13. Juli 2024 wechselte Buongiorno für 35 Millionen Euro (plus Bonus) zum Ligakonkurrenten SSC Neapel.

### In der Nationalmannschaft
Buongiorno durchlief ab der U18-Nationalmannschaft alle Jugendauswahlen Italiens. Er nahm mit der U20-Auswahl an der WM 2019 teil und erreichte mit der Mannschaft den vierten Platz.
Sein Debüt für die A-Nationalmannschaft absolvierte er am 18. Juni 2023 gegen die Niederlande im Spiel um Platz 3 des Nations-League-Finalturniers.
Im November 2023 wurde er in der Partie gegen die Ukraine eingewechselt und konnte sich mit der Mannschaft für die EM 2024 qualifizieren. Buongiorno schaffte es auch in den Kader für die EM 2024, kam jedoch zu keinem Einsatz.

## Titel
- Italienischer Meister: 2025 (SSC Neapel)